# Mathinna
Mathinna är en ort i Australien. Den ligger i kommunen Break O'Day och delstaten Tasmanien, i den sydöstra delen av landet, omkring 160 kilometer norr om delstatshuvudstaden Hobart. Antalet invånare är 196.
Trakten runt Mathinna är nära nog obefolkad, med mindre än två invånare per kvadratkilometer.. Närmaste större samhälle är Fingal, omkring 19 kilometer söder om Mathinna. 
I omgivningarna runt Mathinna växer i huvudsak städsegrön lövskog. Genomsnittlig årsnederbörd är 872 millimeter. Den regnigaste månaden är juli, med i genomsnitt 100 mm nederbörd, och den torraste är januari, med 39 mm nederbörd.